# Humaid Al-Derei
Humaid Al-Derei (ar. حميد راشد الدرعي; ur. 16 kwietnia 1991 w Meknes, Maroko) – judoka reprezentujący Zjednoczone Emiraty Arabskie, uczestnik igrzysk olimpijskich w Londynie.

## Życiorys

### Wybór sportu
Treningi zaczął w klubie Abu Dhabi Combat Club. Spośród trenowanych przez niego boksu, ju-jitsu i judo wybrał to ostatnie, bo, jak sam mówił „nie szkodzi aż tak przeciwnikowi”.

### Wykształcenie
Studiuje administrację i public relations na uniwersytecie w Abu Zabi. Odbył obowiązkową służbę wojskową.

### Igrzyska olimpijskie
Na igrzyska dostał się dzięki dzikiej karcie zdobytej na mistrzostwach świata we Francji. W kategorii do 66 kg skończył na 17 miejscu, po porażce z Egipcjaninem Ahmedem Nawadem.

## Źródła
- https://web.archive.org/web/20121217103111/http://www.sports-reference.com/olympics/athletes/al/humaid-al-derei-1.html
- http://sport360.com/article/london-2012/6745/humaid-al-derei-fighting-honour-well-glory/
- http://gulfnews.com/sport/more-sport/uae-judoka-al-derei-is-living-his-dream-1.1049661
- http://web.archive.org/web/20190406183934/http://www.dubayblog.com:80/emirati-sports-stars-at-rio-2016-summer-olympic-games/